# Václav Bláha (trumpetista)

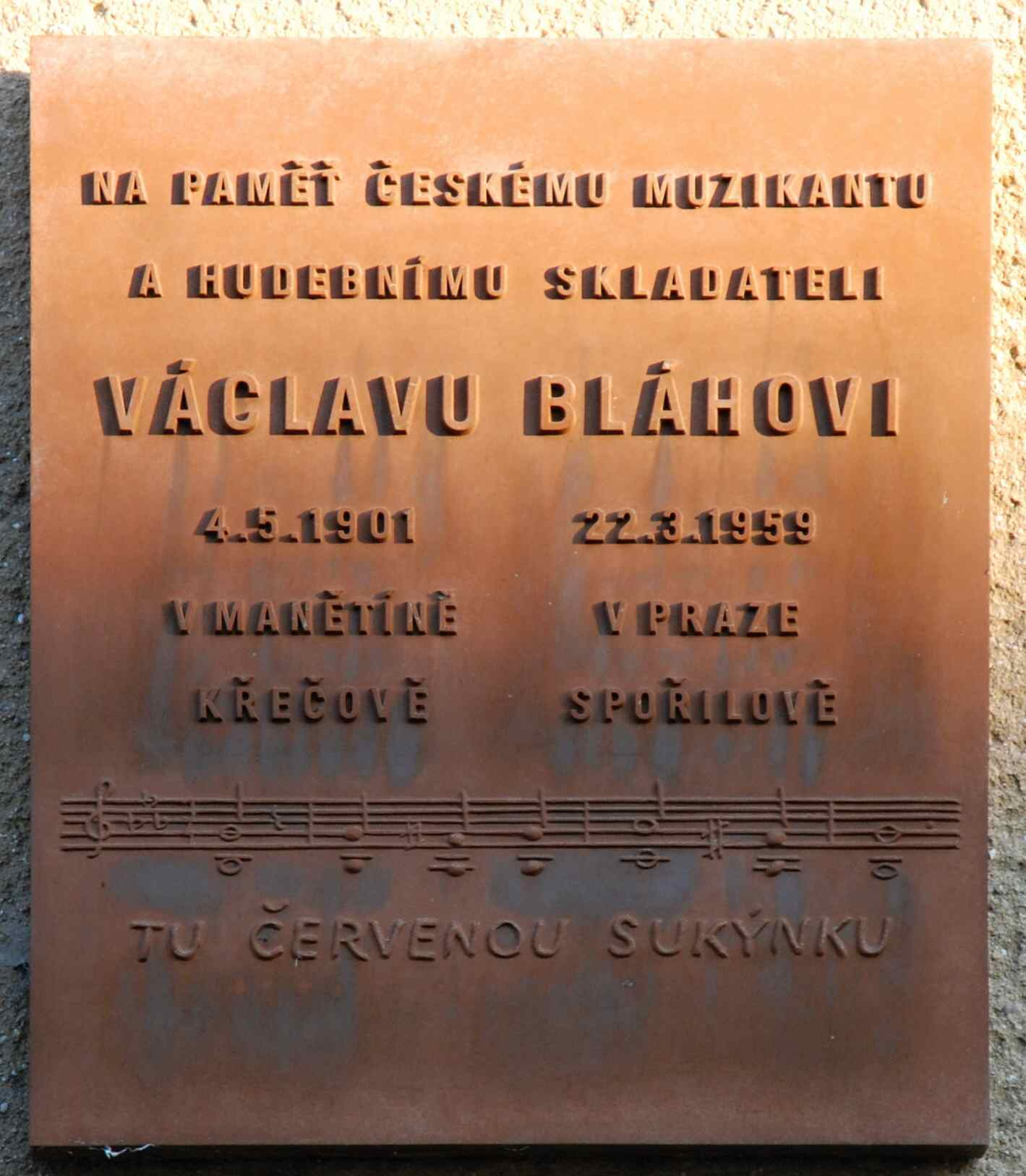
Pamětní deska na škole v Manětíně

Václav Bláha (4. května 1901 Křečov – 22. března 1959 Příbram) byl český hudební skladatel a trumpetista.

## Život
Chodil jen do obecné školy, sám se naučil hrát na trubku a byl samoukem i v kompozici. Působil v kavárenských souborech, kinoorchestrech, v lidových a vojenských kapelách, které jej nejvýrazněji profilovaly. V polovině 30. let 20. století nastoupil na místo 2. trumpetisty v orchestru R. A. Dvorského, což bylo jeho nejvýznamnější působiště. V nakladatelství R. A. Dvorského také do roku 1948 vydal většinu svých písní na gramofonových nahrávkách i tiskem. Po skončení 2. světové války krátce vedl vlastní soubor.
Zatímco jako interpret se nevyhýbal moderní populární hudbě, jako skladatel se věnoval především hudbě lidové, a to i jako autor textů. Svoji úspěšnou kariéru skladatele odstartoval roku 1933 polkou Moje zlatá Anny. Polky patřily mezi jeho nejznámější skladby, např. Jetelíček u vody, Dokolečka, dokola a Včera jsem tě čekala, uspěl i s valčíky Červená sukýnka, Hvězdička a Tuláček, z dalších známých lze jmenovat pochodovou píseň Děvče jako růže a sousedskou Babička vzpomíná, ohlas měly i jeho pochody, tanga, mazurky aj. V druhé polovině 40. let se pokoušel psát budovatelské a masové písně, v 50. letech začal tvořit pro děti, známou se stala píseň Tancovala žížala.
Od roku 1951 vydával v Orbisu a ve Státním nakladatelství krásné literatury, hudby a umění v Praze, kde vyšly jeho Dětské písně pro zpěv a klavír na slova Miloše Veselého.